# NGC 6478
NGC 6478 est une galaxie spirale située dans la constellation du Dragon. Sa vitesse par rapport au fond diffus cosmologique est de 6 706 ± 6 km/s, ce qui correspond à une distance de Hubble de 98,9 ± 6,9 Mpc (∼323 millions d'al). NGC 6478 a été découverte par l'astronome américain Lewis Swift en 1886.
La classe de luminosité de NGC 6478 est III et elle présente une large raie HI.
À ce jour, une dizaine de mesures non basées sur le décalage vers le rouge (redshift) donnent une distance de 79,780 ± 9,554 Mpc (∼260 millions d'al), ce qui est à l'extérieur des valeurs de la distance de Hubble. Notons que c'est avec la valeur moyenne des mesures indépendantes, lorsqu'elles existent, que la base de données NASA/IPAC calcule le diamètre d'une galaxie et qu'en conséquence le diamètre de NGC 6478 pourrait être d'environ 56,1 kpc (∼183 000 al) si on utilisait la distance de Hubble pour le calculer.